# Roger Scruton
Roger Vernon Scruton (Buslingthorpe, 27 februari 1944 – Brinkworth, 12 januari 2020) was een Brits conservatief filosoof en schrijver. Na een academische loopbaan in Groot-Brittannië en de Verenigde Staten van Amerika trok hij zich terug op het Engelse platteland. Hij schreef een dertigtal boeken over filosofie, kunst, cultuur en politiek. Daarnaast publiceerde hij talloze artikels in allerlei tijdschriften. In 2016 werd hij geridderd.
Scruton overleed op 12 januari 2020 na een ziekbed van een half jaar aan kanker en liet zijn jongere vrouw en twee kinderen achter.

## Traditioneel conservatisme
Scruton was een typische vertegenwoordiger van het traditionele conservatisme. Dat betekende niet dat hij de Conservative Party in alles steunde. Ondanks zijn instemming met Margaret Thatchers strijd tegen de macht van de vakbonden was hij gekant tegen het thatcheristische conservatisme dat vooral oog heeft voor economische belangen en geen aandacht meer zou besteden aan de traditionele aandachtspunten van het conservatisme, zoals cultuur, gezin, historische ontwikkelingen en decentralisatie. Hij lanceerde ook de term oikofobie voor een ziekelijke afkeer van het eigen nest, de eigen cultuur. Oikofobie wordt dan gezien als een extreme vorm van xenofilie en tegenhanger van xenofobie. In 2013 werd dit begrip overgenomen door de Nederlandse politicus Thierry Baudet in zijn boek Oikofobie, de angst voor het eigene. Hij was voorstander van Brexit en zag de massa-immigratie als een groot gevaar. Maar in tegenstelling tot zijn Nederlandse volger hechtte hij aan democratische tradities en zag hij natuurbehoud niet als een "linkse hobby", maar juist als een traditionele waarde, die bij progressieve organisaties in verkeerde handen was.
Hij was een anti-communist en voor de val van het ijzeren gordijn zette hij zich in voor dissidenten uit Oost-Europa.
Ten aanzien van de achttiende-eeuwse filosoof Kant nam hij, zoals in zijn boek Kant blijkt, een tweeslachtige houding aan; enerzijds had hij een enorm respect en bewondering voor de persoon en anderzijds bekritiseerde hij zeer sterk de kantiaanse moraal, die hij te individualistisch vond.
Sinds november 2018 werkte Scruton voor de Britse regering (de kabinetten-May II, -Johnson I en -Johnson II) als voorzitter van de adviescommissie voor huisvesting Building Better, Building Beautiful. In april 2019 werd hij ontslagen als regeringsadviseur naar aanleiding van vermeende antisemitische uitspraken over het "imperium" van de Joods-Hongaarse zakenman en filantroop George Soros. Ook had hij opgemerkt dat het begrip islamofobie "verzonnen was door de Moslimbroederschap om de discussie rond een belangrijk probleem in de Europese samenleving te verhinderen". Scruton zou deze uitspraken hebben gedaan in een interview met het links-liberale weekblad New Statesman, maar in de daaropvolgende maanden bleek uit het volledige, originele transcript van het interview dat zijn verklaringen verkeerd werden voorgesteld en geïnterpreteerd. In juli 2019 vroeg de regering hem zijn werk voort te zetten als adviseur huisvesting en covoorzitter van de commissie Building Better, Building Beautiful. Scruton ging akkoord en nam zijn oude positie weer op.

## Werken in het Nederlands vertaald
- Kant, Lemniscaat, 2000, vert. Tjalling Bos. Oorspr. bij Oxford University Press, 1982
- Spinoza, Lemniscaat, 2000, vert. Hessel Daalder. Oorspr. bij Oxford University Press, 1986
- De betekenis van het Conservatisme, 2001
- Filosofisch denken, 2000
- Het Westen en de Islam, 2003
- Moderne cultuur. Kampen, 2003
- Waarom cultuur belangrijk is. Amsterdam, 2007
- Moderne filosofie, van Descartes tot Wittgenstein, 2006
- Schoonheid. Amsterdam, 2010
- Het nut van pessimisme en de gevaren van valse hoop. Amsterdam, 2010
- Groene filosofie, verstandig nadenken over onze planeet, Amsterdam, 2012
- Eindeloos verlangen naar het heilige, Amsterdam, 2015